# Język mundani
Język mundani – język z rodziny bantu, używany w Kamerunie. W 1982 roku liczba mówiących wynosiła ok. 20 tysięcy.